# Обольский сельсовет (Сенненский район)
Обольский сельсовет — упразднённая административная единица на территории Сенненского района Витебской области Белоруссии.

## История
29 апреля 2004 года сельсовет упразднён. Населённые пункты включены в состав Мошканского сельсовета.

## Состав
Обольский сельсовет включал 20 населённых пунктов:
- Дубовцы
- Замошье
- Кадуково
- Козлы
- Константово
- Корчевщина
- Кругляны
- Мартыновка
- Мосейки
- Оболь
- Романовка
- Рудковщина
- Слободка
- Станьки
- Стриги
- Тепляки
- Углы
- Ходоровка
- Чудня
- Ярошки